# Filomena Micato
Filomena Chefe Micato (Maputo, 26 gennaio 1986) è un'ex cestista mozambicana.

## Carriera
Con il Mozambico ha disputato i Campionati mondiali del 2014 e quattro edizioni dei Campionati africani (2009, 2011, 2013, 2015).